# PZL.45 Sokół
Il PZL.45 era un aereo da caccia ad ala bassa prodotto dall'azienda polacca Państwowe Zakłady Lotnicze (PZL) negli anni trenta e rimasto allo stadio di progetto.

## Storia del progetto
Nel 1935 (secondo il ricercatore Andrzej Glass la fine del 1936) l'ingegner Kazimierz Korsak iniziò a lavorare al progetto di un caccia leggero, designato PZL.45 Sokół (falco, in lingua polacca), destinato a sostituire il PZL P.11 allora in servizio. Il velivolo, progettato dall'ingegner Korsak doveva competere con il contemporaneo PZL.39 dell'ingegner Zbysław Ciołkosz.
Secondo il progetto del futuro capo del Dipartimento dell'Aeronautica, generale Ludomił Rayski, gli Squadron da caccia dovevano essere divisi tra aerei in grado di operare a bassa quota ("dolne") e quelli in grado di operare ad alta quota ("górne"). Il caccia bimotore PZL.38 Wilk venne subito considerato un aeromobile per le operazioni a quote superiori ("górnych") ed aveva troppo poca manovrabilità per accettare il combattimento come un caccia classico. Secondo i dettami dell'Alto Comando il PZL.38 Wilk non poté essere considerato come l'unico successore del caccia PZL P.11c che stava invecchiando. 
Il velivolo per operazioni a bassa quota doveva essere di piccole dimensioni, equipaggiato con motore di piccola potenza, meno veloce dei caccia allora in fase di sviluppo, ma dotato di elevata manovrabilità, ottima velocità di salita e capacità di operare da piccoli aeroporti non attrezzati. Nel 1937 venne presentato il progetto di un caccia ad ala bassa, dotato di carrello fisso e propulso da un motore in linea raffreddato ad aria, azionante un'elica spingente. Tale soluzione venne scartata dal Comando Aviazione che suggerì l'adozione di sistemi aerodinamici più tradizionali.
La macchina richiesta doveva essere equipaggiata con un motore PZL-WS "Foka" o Ranger SGV-770 entrambi capaci di erogare 420 CV (309 kW) o un Ranger SGV 770B6 da 500 CV (368 kW). Per equipaggiare il primo prototipo venne scelto il propulsore Ranger SGV-770 da 420 CV. La decisione definitiva riguardo al motore con cui equipaggiare i velivoli di serie sarebbe stata presa solamente dopo le prove di volo del prototipo. Il caccia PZL.45 era concepito come un velivolo operante fino alla quota di 1 500 m, che doveva accompagnare i cacciabombardieri in fase di penetrazione, ingaggiando combattimento contro gli intercettori avversari. 
Nel 1937 avvennero i primi test preliminari presso l'Istituto aerodinamico di Varsavia. Nel settembre dello stesso anno i modelli delle due configurazioni studiate (Type A e Type B) iniziarono i test nella galleria del vento. 
In quell'autunno si decise di utilizzare sul nuovo aereo il motore radiale francese Gnome-Rhône 14M Mars erogante 660-730 hp. L'uso di un propulsore più potente, grande e pesante rispetto ai precedenti portò alla totale riprogettazione dell'aereo. 
Nell'agosto 1937 venne creato il team di sviluppo per realizzare il disegno definitivo del velivolo (secondo J. Gruszczyński il progetto venne realizzato nella primavera del 1937). I lavori sul nuovo aereo si interruppero all'inizio del 1938, ma ripresero nell'aprile dello stesso anno con un nuovo team di progettisti, sempre guidato dall'ingegnere Kazimierz Korsak. Alla metà del 1938 iniziarono i lavori per un nuovo progetto preliminare. L'aerodinamica del velivolo era rimasta la stessa del precedente progetto, ma disponeva di un nuovo impennaggio di coda.

## Tecnica
Il PZL.45 Sokół era un monoplano da caccia ad ala bassa, di costruzione completamente metallica. L'ala completamente metallica era suddivisa in tre parti ed ospitava, nella sezione centrale, il carrello di atterraggio e due mitragliatrici. La fusoliera, anch'essa di costruzione metallica, era semi monoscocca, rivestita di pannelli di duralluminio.
Il carrello di atterraggio realizzato dalla PZL era triciclo posteriore fisso, con le gambe principali dotate di ammortizzatori idraulici, racchiuse da carenature. Il ruotino di coda era fisso. Sui previsti esemplari di serie doveva essere installato un carrello retrattile prodotto dalla Avia SA.
L'aereo era del tipo monoposto, dotato di abitacolo chiuso, riscaldato ed equipaggiato con una stazione radio Walter "Irka".
Il Sokół era un monomotore, dotato di propulsore radiale a doppia stella Gnome-et-Rhône 14M05 Mars a 14 cilindri raffreddati ad aria, dotato di compressore, ed erogante la potenza di 730 hp al livello del mare (3 135 giri/minuto) e 660 hp a 3 500 m (con 2 850 giri/minuto). Il propulsore era racchiuso da una capottatura NACA ed azionava un'elica tripala lignea. I serbatoi di carburante avevano una capacità di 350 litri, mentre quello dell'olio motore di 25 litri.
L'armamento si basava su quattro mitragliatrici PWU Wz.36 calibro 7,92 mm, due nelle ali e due sincronizzate sul muso (il primo prototipo non era armato).

## Impiego operativo
Il mockup dell'aereo venne realizzato nel febbraio 1939, il disegno di progetto venne sviluppato poco a poco e, nel frattempo, iniziò la costruzione del primo prototipo, designato PZL.45/1. La documentazione tecnica venne completata nel giugno del 1939. La fornitura del prescelto motore radiale francese Gnome-Rhône 14M05, erogante la potenza di 600-730 CV, ebbe alcune difficoltà. Tale propulsore era dotato di una piccola sezione frontale (0,96 m), e faceva parte di un piccolo lotto acquistato per la produzione dei velivoli LWS-3 Mewa. Il motore mancava di alcune parti ed era inadatto per un uso immediato.
Alla fine di agosto del 1939 la costruzione del prototipo era a buon punto, con la cellula completata per il 50% (secondo Andrzej Glass il prototipo PZL.45/1 era in officina, con il motore e le parti mancanti pronte per essere installate). Il volo di collaudo del prototipo era previsto per l'inizio del 1940 (secondo Glass tra la fine di ottobre e l'inizio novembre 1939). La data di entrata in servizio venne prevista a cavallo del 1941/1942. Al fine di aumentare la velocità massima del caccia la PZL decise di equipaggiare il secondo prototipo con carrello di atterraggio retrattile in volo e propulsore radiale Bristol Mercury VIII.
Lo scoppio della guerra, il 1º settembre 1939, impedì ogni ulteriore lavoro di sviluppo e ciò che era stato realizzato del prototipo venne distrutto presso la fabbrica PZL WP-1 di Okecie nella prima settimana di guerra, per evitare che cadesse nelle mani dei tedeschi. 
L'eventuale produzione in serie del PZL.45 Sokół, secondo la testimonianza rilasciata dall'ingegner Ciołkosz, doveva avvenire presso la fabbrica Podlaskiej Wytwórni Samolotów, situata a Biała Podlaska, nei pressi di Varsavia. 
Tuttavia nel 1939, su richiesta del Comando Aviazione (Dowództwa Lotnictwa), vennero sviluppati altri due progetti di caccia leggeri appartenenti a questa categoria, il PWS-42 e l'RWD-25, che avrebbero dovuto compiere le prove comparative con il PZL.45 Sokół, nel 1940. Il caccia leggero rappresentava, comunque, la "strada sbagliata" nello sviluppo degli aerei da combattimento, e nessuno degli aerei polacchi di questa classe venne mai portato a termine.

## Versioni
- PZL.45 progetto del 1937. Caratteristiche tecniche: apertura alare 9,03 m, lunghezza 5,86 m, altezza 1,9 m, superficie alare 14,3 m², peso a vuoto 700 kg, totale 1 400 kg. Prestazioni: con motore PZL-WS Foka da 430 CV: velocità massima 450 km/h; con motore Ranger SGV-770 da 430 CV: velocità massima 420 km/h a 1 000 m[1], rateo di salita iniziale 11,0-15, 0 m/s, tangenza 6 600-7 600 m; con propulsore Ranger SGV 770B6 da 500 CV (368 kW) velocità massima 480-482 km/h a 3 000 m, rateo di salita 14,0-18,3 m/s, tangenza 8 250-9 250 m.
- PZL.45 progetto del 1939 [4]. Caratteristiche tecniche: un motore radiale Gnome-Rhône 14M05 "Mars" da 730 CV (486 kW) a 0 m e 660 CV (537 kW) a 3500 m, apertura alare-12,14 m, lunghezza 7,88 m, altezza 2,55 m, superficie alare 23 (secondo A. Glass circa 20,0[2]) m²; peso a vuoto, circa 1 500 kg, totale 1 950 kg; carico utile di circa 450 kg; velocità massima circa 420-430 km/h, di stallo 95 km/h[2], rateo di salita 10,0 m/sec [2]; autonomia 450 km[2]; tangenza 8 000 m[2]
- PZL.45/I: primo prototipo dotato di motore radiale Gnome-Rhône 14M05 a doppia stella, 14 cilindri raffreddati ad aria, dotato di compressore ed erogante 730 hp a 0 m e 660 hp a 3 500 m[1].
- PZL.45A: prevista versione di serie non realizzata[1].